# HIP (마마무의 노래)
《HIP》은 마마무의 두 번째 정규 앨범《reality in BLACK》의 타이틀곡 제목이다.

## 개요
타인의 시선을 의식하고 깎아 내려서 만드는 멋은 진정 ‘HIP’이 아니다. 멋은 어떤 모습이든 온전히 자신을 아끼고 사랑하며 가꿀 때 뿜어져 나오는 것이라는 의미의 가사로, 지금까지 마마무가 추구해온 당당함과 자신감 넘치는 매력의 아이덴티티를 집약했다. 리드미컬한 브라스와 스트링 사운드에 독특한 테마가 귀를 사로잡는 타이틀 곡 ‘HIP’은 기발한 비트 위 중독성 강한 멜로디를 더한 편곡으로 완성도를 높였다.

## MV 컨셉
《HIP》의 MV에서는 4개의 평행우주 속 마마무라는 컨셉으로 평행우주 속 멤버들은 원래의 마마무 4명과 각자 3개씩 멀티버스(Multiverse)속 다른 직업을 표현했다.
| 멤버/직업 | 제 1우주    | 제 2우주    | 제 3우주    | 제 4우주    |
| --------- | ----------- | ----------- | ----------- | ----------- |
| 솔라      | 마마무 솔라 | 공주        | 복서        | 록커        |
| 문별      | 마마무 문별 | MV 감독     | 댄서        | 기획사 CEO  |
| 휘인      | 마마무 휘인 | 환경 운동가 | 예술가      | 인디 뮤지션 |
| 화사      | 마마무 화사 | 엄마        | 뮤지컬 배우 | 대통령      |

## 공식 영상

### 관련 영상
| 채널명                     | 영상 이름                                                          | 링크 |
| -------------------------- | ------------------------------------------------------------------ | ---- |
| MAMAMOO                    | 'HIP' Choreography Practice Film #1                                | GO   |
| MAMAMOO                    | 'HIP' Choreography Practice Film #2                                | GO   |
| MAMAMOO                    | 'HIP' Choreography Practice Film #3                                | GO   |
| MAMAMOO                    | HIP Performance Video                                              | GO   |
| MAMAMOO                    | MOONBYUL Choreographer Performance Video                           | GO   |
| MAMAMOO                    | 'HIP' Performance Video Rockstar ver.                              | GO   |
| MAMAMOO                    | 'HIP' 사복 안무 영상 떼창 ver.                                     | GO   |
| 솔라시도 solarsido         | (VLOG) 인기가요,팬싸인회,새로운인기가요샌드위치,그리고..갑분골든벨 | GO   |
| 솔라시도 solarsido         | 반반인간 솔라의 실체공개!!!!!!!! ㅋㅋㅋ                            | GO   |
| M2                         | [릴레이댄스] 마마무(MAMAMOO) - HIP                                 | GO   |
| STUDIO CHOOM [스튜디오 춤] | [DANCE THE X] MAMAMOO(마마무) 'HIP'                                | GO   |
| STUDIO CHOOM [스튜디오 춤] | [DANCE THE X] MAMAMOO(마마무) 'HIP' (Artist Focused)               | GO   |
| 1MILLON Dance Studio       | Minny Park X Lia Kim Choreography with MAMAMOO                     | GO   |